# بيتر سومنر
بيتر سومنر (بالإنجليزية: Peter Sumner)‏ هو ممثل أسترالي، ولد في 29 يناير 1942 في Waverley, New South Wales ‏ في أستراليا، وتوفي في 22 نوفمبر 2016 في سيدني في أستراليا.

## وصلات خارجية
- بيتر سومنر على موقع IMDb (الإنجليزية)
- بيتر سومنر على موقع ألو سيني (الفرنسية)
- بيتر سومنر على موقع أول موفي (الإنجليزية)
- بيتر سومنر على موقع قاعدة بيانات الأفلام السويدية (السويدية)
- بيتر سومنر على موقع ديسكوغز (الإنجليزية)
- بيتر سومنر على موقع قاعدة بيانات الفيلم (الإنجليزية)
- بيتر سومنر على موقع كينوبويسك (الروسية)